# Jagathala
Jagathala é uma panchayat (vila) no distrito de The Nilgiris, no estado indiano de Tamil Nadu.

## Demografia
Segundo o censo de 2001,  Jagathala  tinha uma população de 14,657 habitantes. Os indivíduos do sexo masculino constituem 49% da população e os do sexo feminino 51%. Jagathala tem uma taxa de literacia de 79%, superior à média nacional de 59.5%: a literacia no sexo masculino é de 86% e no sexo feminino é de 73%. Em Jagathala, 9% da população está abaixo dos 6 anos de idade.